# Трекбуры

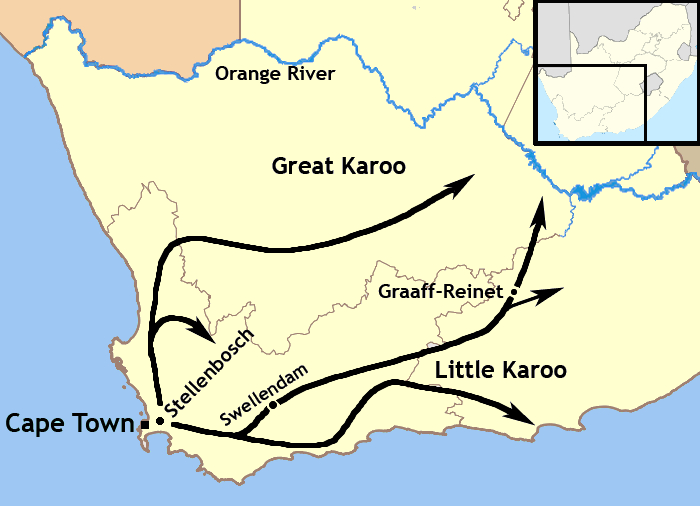
Карта миграции буров из Капской колонии в период 1700—1800 гг.

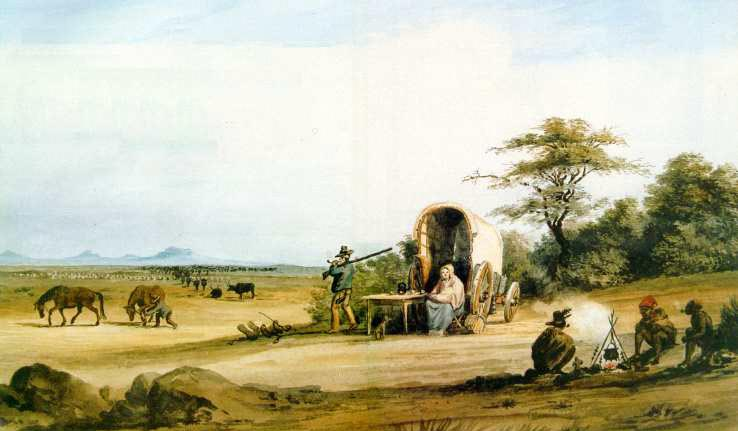
Трекбур на равнине Карру. Художник Ч. Д. Белл, :en:Charles Davidson Bell.

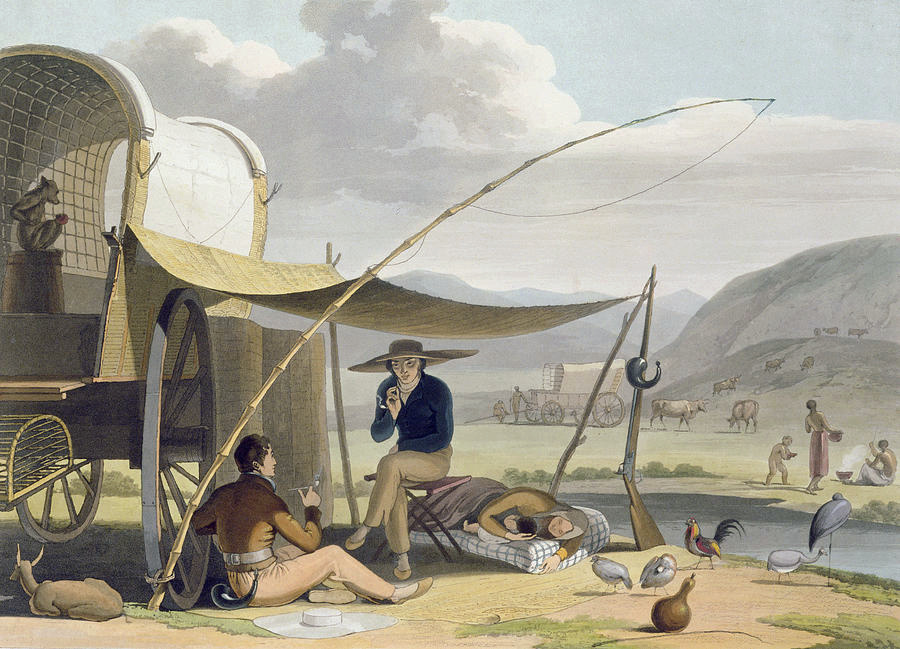
Трекбуры разбивают лагерь. Акварель, художник Сэмюэл Дэниэл, :en:Samuel Daniell, около 1804.

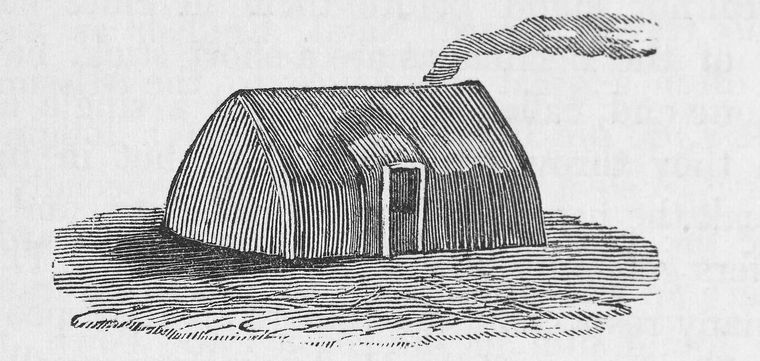
Бурская мазанка.

Трекбуры, нидерл. Trekboeren — белые буры, которые начиная с XVII века стали переселяться из окрестностей Капстада на территории к востоку от мыса Доброй Надежды, чтобы уйти из-под власти Голландской Ост-Индской компании.

## История
Когда в 1652 г. первые белые поселенцы высадились на мысу Доброй Надежды, основная цель поселения состояла в создании торговой фактории Нидерландской Ост-Индской компании. Капская колония постепенно расширялась. При этом возникли такие поселения, как Стелленбос и Франсхук. Тем не менее, Ост-Индская компания сохраняла жёсткий контроль над территорией, ограничивая свободы буров.
В конце XVII века всё новые группы буров отправлялись на восток, чтобы избежать контроля со стороны компании. Они отличались кочевым пастушеским образом жизни. Каждые несколько лет они перемещались на новые пастбищные земли. Жили они в мазанках с деревянным каркасом. Себя они, опираясь на традиции Нидерландской республики, воспринимали как свободных бюргеров, несмотря на свой аграрный образ жизни:26.
С самого начала трекбуры завязали активные отношения с африканцами — именно у них, в частности, приобретался скот.
В конце XVIII века трекбуры населяли территорию нынешней Восточной Капской провинции.

## Бурские республики
В результате краха Голландской Ост-Индской компании, а также под впечатлением от Великой французской и американской революций в 1795 году группа буров восстала против голландского губернатора и основала две независимых республики — сначала в городе Грааф-Рейнет, а 4 месяца спустя — в Свеллендаме. Несколько месяцев спустя голландское правительство национализировало Ост-Индскую компанию, хотя в то время сама Голландия находилась под угрозой со стороны революционной Франции.:26
Уже в следующем 1796 г. попытки трекбуров добиться самостоятельности были подавлены британцами, которые приобрели Капскую колонию в результате поражения Голландии, нанесённого французами.
Поколение спустя, в 1815 г., ещё одна группа буров восстала против британцев. Это событие стало известно под названием «Восстание в Слахтерс-Нек». Оно было подавлено, и британцы казнили ряд предводителей. Постоянные посягательства британцев на права буров, непрекращавшиеся пограничные войны с коса на востоке и нехватка земли привели к тому, что значительное количество бурских поселенцев на востоке Капской колонии предприняли Великий трек — массовое переселение на восток, за реку Оранжевая.
С начала XIX века буры всё больше подпадали под давление британской администрации, сменившей в Кейптауне голландцев. Принятие британцами законодательства о запрещении рабства и ряда других законов привело к разорению многих оставшихся на подвластной им территории буров, многие из которых приняли решение о переселении на север и восток. Эти буры стали известны как фуртреккеры, а их массовое переселение в 1830—1850-е гг. — как Великий трек.

## Наследие
Часть трекбуров осела вдоль границы с африканскими племенами, в течение нескольких поколений перешла к оседлому образу жизни, а позднее стала фуртреккерами. Часть трекбуров продолжали существовать и в начале XX века как класс кочевых пастухов.
Многие трекбуры перешли через реку Оранжевая за несколько десятилетий до фуртреккеров; последние часто встречались с трекбурами во время Великого трека за рекой Оранжевая.
В 1815 году бур по имени Кунрад Дю Бюи (Coenraad (Du) Buys, родом из французских гугенотов) был обвинён в краже скота и бежал от британцев. Он поселился на западе будущего Трансвааля. Согласно преданию, его «женами» были более сотни женщин из местных племён, а число его потомков так велико, что они составили население будущего города Бюисплас, африк. Buysplaas в долине реки Гуриц, в 20 км к западу от Луи-Тришар, африк. Louis-Trichard в провинции Лимпопо. Покинув эту колонию, Дю Бюи продолжил свою полигамную жизнь. В конце концов, он пропал без вести, путешествуя по реке Лимпопо.
В конце XIX века как трекбуры, так и участники более поздней миграции — Великого трека — стали известны под коллективным экзонимом буры. Сами они, однако, не называли себя так, рассматривая этот термин как уничижительный.
В XX веке как буры, так и сильно отличавшиеся от них по образу жизни капские голландцы (потомки тех, кто отказался от переселения на восток и признал британскую власть) стали известны под общим наименованием африканеры. Этот термин включал всех белых носителей языка африкаанс независимо от этнического происхождения (потомков голландцев, немцев, французских гугенотов). Изредка термин включал также небелых носителей африкаанс (жителей Капской провинции, известных как «цветные»). С недавнего времени потомки трекбуров стали предпочитать называть себя «бурский народ», африк. boerevolk.